# Jurij Sokolov
Jurij Alexejevič Sokolov (rusky Юрий Соколов), (* 23. února 1961 ve Sverdlovsku – 14. července 1990 v Leningradu, Sovětský svaz) byl sovětský zápasník – judista ruské národnosti.

## Sportovní kariéra
Narodil se v dnešním Jekatěrinburgu. V roce 1967 se s rodinou přestěhoval do Sosnového Boru, kde se seznámil se sambem. Na judo se zaměřil později a vrcholově se mu věnoval během základní vojenské služby v Leningradu (dnešní Petrohrad).
V roce 1985 nahradil v sovětské reprezentaci dlouholetou oporu Nikolaje Soloduchina a okamžitě na jeho úspěchy navázal. Postupem času však přestával dodržovat životosprávu a měl problémy se shazováním váhy. V olympijském roce 1988 dokázal shodit potřebná kila do pololehké váhy, ale na olympijských hrách v Soulu skončila jeho pouť v prvním kole na Francouzi Bruno Carabettovi. Tento neúspěch a vyhrocené vztahy s trenérem ho stály místo v reprezentaci. Jeho osud se v dalších letech ubíral jinou cestou, styky s leningradskou mafií ho stály v létě roku 1990 život.

## Výsledky
| Turnaj             | 1985           | 1986           | 1987           | 1988           |
| Turnaj             | 24             | 25             | 26             | 27             |
| Turnaj             | pololehká váha | pololehká váha | pololehká váha | pololehká váha |
| ------------------ | -------------- | -------------- | -------------- | -------------- |
| Olympijské hry     |                |                |                | úč.            |
| Mistrovství světa  | 1.             |                | 2.             |                |
| Mistrovství Evropy | 5.             | 1.             | 5.             | ?              |